# Kabupaten de Demak
Pour l’article homonyme, voir Demak.
Le kabupaten de Demak, en indonésien Kabupaten Demak, est un kabupaten d'Indonésie situé dans la province de Java central. Son chef-lieu est Demak.

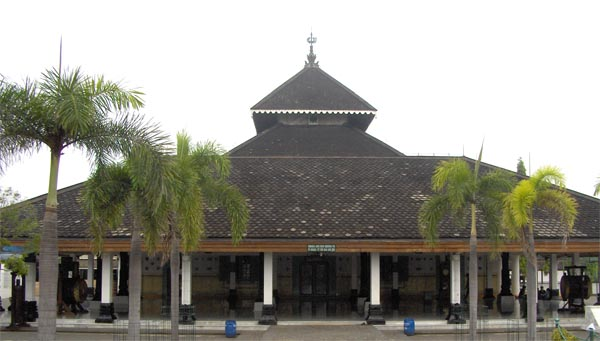
Grande Mosquée de Demak